# Anisobas brombacheri
Anisobas brombacheri är en stekelart som beskrevs av Heinrich 1933. Anisobas brombacheri ingår i släktet Anisobas och familjen brokparasitsteklar. Inga underarter finns listade i Catalogue of Life.